# Landschaftsschutzgebiet Am Höleken
Das Landschaftsschutzgebiet Am Höleken ein 8,23 ha großes Landschaftsschutzgebiet (LSG) nördlich von Westheim im Stadtgebiet von Marsberg. Das Gebiet wurde 2008 mit dem Landschaftsplan Marsberg durch den Kreistag des Hochsauerlandkreises ausgewiesen. Das LSG ist umgeben vom Landschaftsschutzgebiet Freiflächen nordöstlich Westheim. Das Gebiet bildet ein wichtiges Trittsteinbiotop für Arten des Magergrünlandes in einer durch intensive Landwirtschaft geprägten Landschaft.

## Beschreibung
Im Landschaftsschutzgebiet Am Höleken befindet sich nur Grünland und Gehölze. Das Gebiet befindet sich an einem westexponierten Hang. Es ist in der Regel von Äckern umgeben, im Norden und Osten grenzen intensiv genutzte Fettwiesen an. Es wird zum großen Teil von magerem Weideland gebildet, das von einigen Gebüschen unterbrochen wird. Das Gebiet weist im südlichen Teil eine starke Hangneigung auf. Im nordwestlichen Teil befindet sich eine Streuobstwiese mit einer leichten Neigung nach Süd. Daran grenzt ein Quelltrog an, der tief eingeschnitten ist und nach Süden entwässert. Die Böschungen sind mit Sträuchern bestanden. Der Quellbach verläuft von Nord nach Süd, im Osten begrenzt durch eine steile Böschung. Hier findet sich an einer Böschung ein Bereich mit gehäuft auftretenden Magerkeitszeigern. Wertbestimmend sind das magere Grünland, die Quelle mit ihrer markant ausgeprägten Quellmulde, der Quellbach sowie die Streuobstwiese im nördlichen Teil. Das gesamte Gebiet weist ein reich strukturiertes Kleinrelief auf, das dem Biotopkomplex mit den ineinander verzahnten Biotoptypen einen besonderen Wert verleiht. Die Heckenstrukturen sind wertvolle Bereiche für in der Feldmark lebende Tierarten.
Im LSG befinden sich ein Gesetzlich geschütztes Biotop nach § 30 BNatSchG. Die Biotopfläche wird im Biotopkataster vom Landesamt für Natur, Umwelt und Verbraucherschutz Nordrhein-Westfalen als Magerwiesen und -weiden mit dem Namen Grünland am Hoeleken und einer Größe von 4,31 ha geführt.

## Rechtliche Rahmen
Das Landschaftsschutzgebiet Am Höleken wurde als eines von 30 Landschaftsplangebieten vom Typ C, Wiesentäler und ornithologisch bedeutsames Offenland, ausgewiesen. Im Landschaftsplangebiet Marsberg gibt es auch drei Landschaftsschutzgebiete vom LSG Typ A, Allgemeiner Landschaftsschutz, wo unter anderem das Errichten von Bauten verboten ist. Ferner 17 Landschaftsschutzgebiete vom LSG Typ B, Ortsrandlagen und Landschaftscharakter, wo zusätzlich Erstaufforstungen und auch die Neuanlage von Weihnachtsbaumkulturen, Schmuckreisig- und Baumschulkulturen verboten sind. Wie in den anderen 29 Landschaftsschutzgebieten vom Typ C im Landschaftsplangebiet Marsberg besteht im LSG Landschaftsschutzgebiet Am Höleken zusätzlich ein Umwandlungsverbot von Grünland und Grünlandbrachen in Acker oder andere Nutzungsformen. Eine maximal zweijährige Ackernutzung innerhalb von zwölf Jahren ist erlaubt, falls damit die Erneuerung der Grasnarbe vorbereitet wird. Dies gilt als erweiterter Pflegeumbruch. Beim erweiterten Pflegeumbruch muss ein Mindestabstand von 5 m vom Mittelwasserbett eingehalten werden.

## Schutzzweck
Die Ausweisung erfolgte zur Erhaltung, Ergänzung und Optimierung eines Grünlandbiotop-Verbundsystems in den Talauen und den Magergrünland-Gesellschaften in den Naturschutzgebieten, damit Tiere und Pflanzen Wanderungs- und Ausbreitungsmöglichkeiten behalten, und dem Erhalt der Vorkommen geschützter Vogelarten sowie dem Schutz artenreicher Pflanzengesellschaften.